# Rho Coronae Borealis
Rho Coronae Borealis (ρ Coronae Borealis, förkortat Rho CrB, ρ CrB) som är stjärnans Bayerbeteckning, är en dubbelstjärna belägen i den mellersta delen av stjärnbilden Norra kronan. Den har en skenbar magnitud på 5,4 och är synlig för blotta ögat där ljusföroreningar ej förekommer. Baserat på parallaxmätning inom Hipparcosuppdraget på ca 58,0 mas, beräknas den befinna sig på ett avstånd på ca 56 ljusår (ca 17 parsek) från solen.

## Egenskaper
Primärstjärnan Rho Coronae Borealis A är en vit till gul stjärna i huvudserien av spektralklass G0-2 Va. Den har en massa som är omkring 95 procent av solens massa, en radie som är ca 1,4  gånger större än solens och utsänder från dess fotosfär ca 1,7 gånger mera energi än solen vid en effektiv temperatur på ca 5 600  K.
En följeslagare, som ursprungligen troddes att vara en exoplanet, med en omloppsperiod på 39,6 dygn, upptäcktes 1997 genom att observera stjärnans variationer i radialhastighet. Denna detekteringsmetod ger dock endast en lägre gräns för den korrekta massan hos följeslagaren. År 2001 angav preliminära astrometriska satellitdata från Hipparcos att dess massa motsvarar 115 gånger Jupiters massa. Detta bekräftades 2011 med en ny genomgång av astrometriska data med ett uppdaterat massvärde på 169,7 gånger Jupiter, med ett 3σ-konfidensområde på 100,1 till 199,6 Jupiter-massor. Ett objekt med en sådan massa skulle snarast vara en mörk röd dvärgstjärna och inte en planet.
År 1999 tillkännagav astronomer vid University of Arizona existensen av en stoftskiva runt stjärnan. Uppföljningsobservationer med Spitzer Space Telescope misslyckades dock med att bekräfta det överskott av infraröd strålning med 24 eller 70 mikrometer våglängd, vilken skulle förväntas om en skiva fanns. Några bevis för en skiva upptäcktes heller inte vid observationer med Herschel Space Observatory.